# جردن بارت

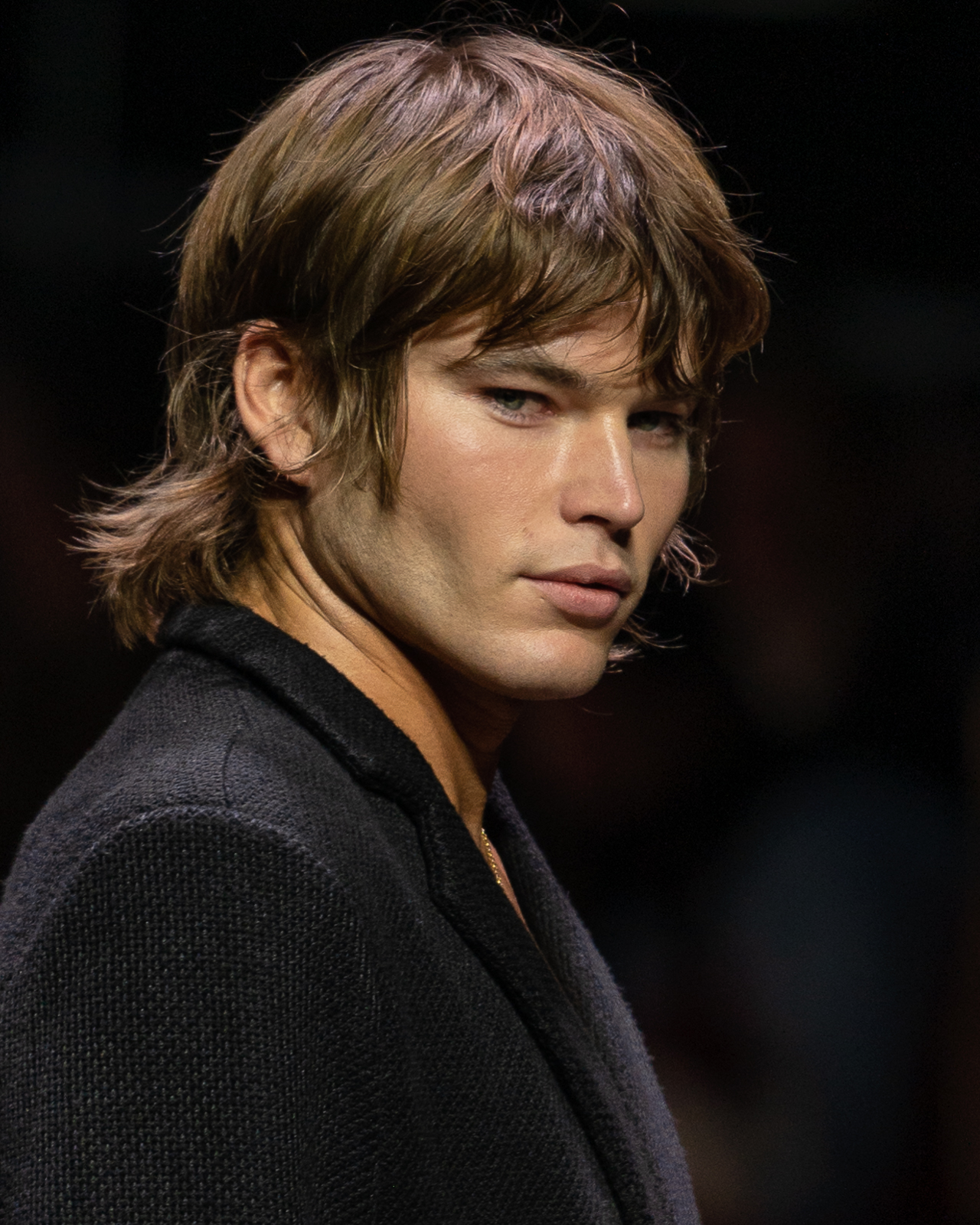
بَرِت در هفته مد برلین 2022

جردن کیِل بَرِت (زاده ۲ دسامبر ۱۹۹۶میلادی) مدل استرالیایی است.

## مجله جی کیو
جردن بارت در سال ۲۰۱۶ میلادی؛از طرف مجله جی کیو به عنوان مرد استایل سال انتخاب شد.

## مجله ووگ
جردن یکبار از طرف مجله ووگ فرانسه به عنوان بهترین مدل پسر جهان انتخاب شده است.